# Stadtbahn di Essen
La Stadtbahn di Essen è un sistema di trasporto che serve la città tedesca di Essen. Si tratta di un sistema di Stadtbahn (letteralmente: "Ferrovia urbana") derivante dalla trasformazione della vecchia rete tranviaria, le cui tratte centrali sono state interrate rendendole simili a una metropolitana.

## Storia
Il 5 ottobre 1967 venne aperto il primo tunnel tranviario, lungo 600 m comprese le rampe di accesso, comprendente la stazione sotterranea di Saalbau.

## Rete
La rete si compone di tre linee, che in parte condividono i binari con le tranvie classiche:
- U 11 Gelsenkirchen Buerer Straße - Messe
- U 17 Karlsplatz - Margarethenhöhe
- U 18 Berliner Platz - Mülheim Hbf

### Testi di approfondimento
- (DE) Fritz D. Kegel, U-Bahnen in Deutschland. Planung Bau Betrieb, Düsseldorf, Alba Buchverlag, 1971,  pp. 73-74, ISBN non esistente.